# Internationale Kommission zum Schutz der Oder gegen Verunreinigung

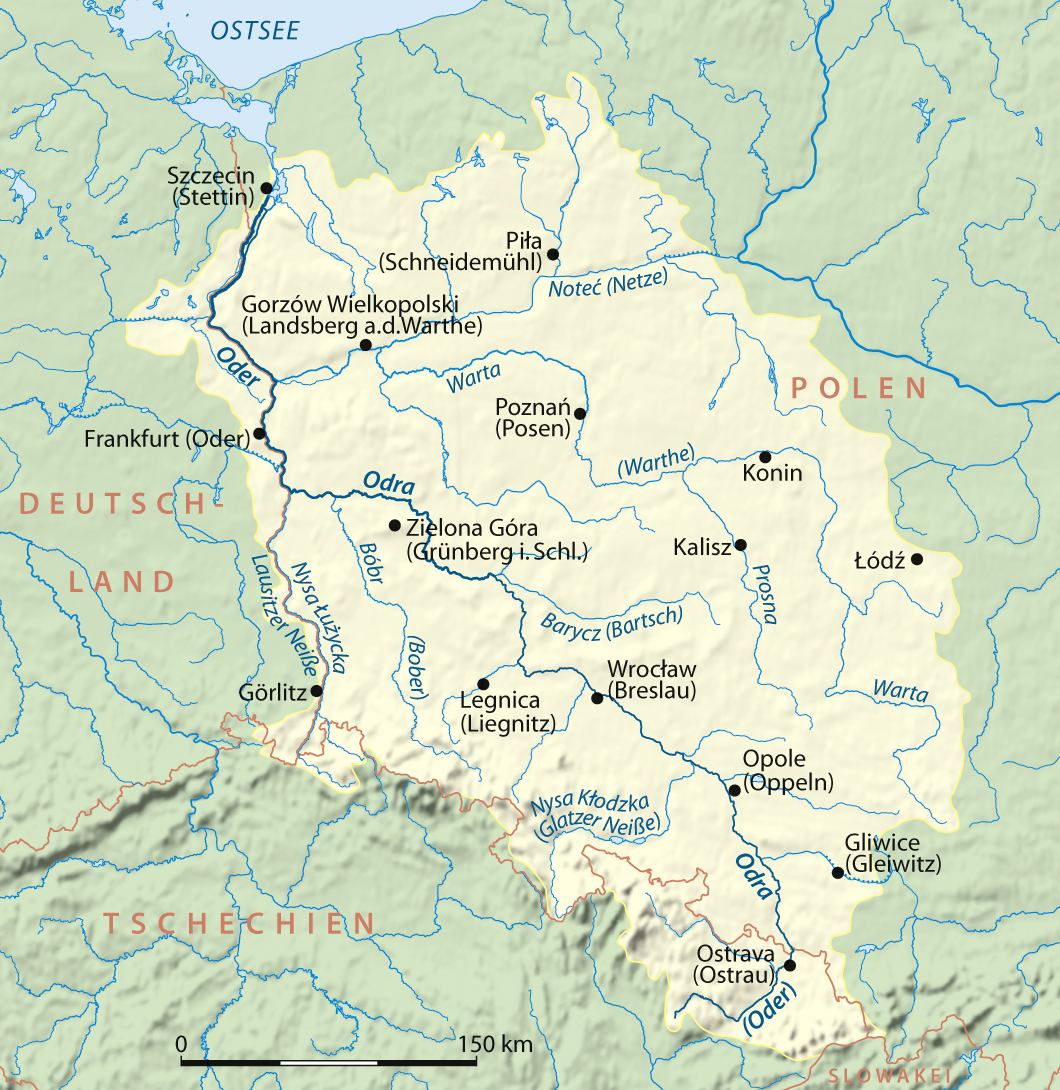
Verlauf der Oder

Die Internationale Kommission zum Schutz der Oder gegen Verunreinigung (IKSO) basiert auf einem multilateralen Abkommen zwischen Polen, der Tschechischen Republik, der Bundesrepublik Deutschland sowie der Europäischen Gemeinschaft und wurde am 11. April 1996 unterzeichnet. Nach der Ratifizierung durch die Vertragsparteien trat das Abkommen am 26. April 1999 in Kraft.

## Ziele
Laut Artikel 2 des Vertrages über die Internationale Kommission zum Schutz der Oder gegen Verunreinigung vom 11. April 1996 verfolgt die Kommission insbesondere folgende Ziele:
„a) der Belastung der Oder sowie der Ostsee mit Schadstoffen vorzubeugen und die Belastung nachhaltig zu verringern,
b) möglichst naturnahe aquatische und damit zusammenhängende terrestrische Ökosysteme mit einer entsprechenden Artenvielfalt zu erreichen,
c) Nutzungen der Oder, vor allem die Gewinnung von Trinkwasser aus Uferfiltrat und die landwirtschaftliche Verwendung des Wassers und der Sedimente, zu ermöglichen.“

## Organisation und Finanzierung
Das entscheidungsfindende Gremium ist die Kommission, welche sich aus Delegationen der Vertragsparteien zusammensetzt. Unterstützt wird die Kommission bei ihrer Arbeit durch ein Sekretariat, welches seinen Sitz in Breslau hat, sowie durch Arbeitsgruppen für bestimmte Themenbereiche.
Finanziert wird die Arbeit der Kommission primär durch die Beiträge der Vertragsparteien. Deutschland und Polen tragen je 38,75 Prozent des Budgets, Tschechien 20 Prozent und die Europäische Gemeinschaft 2,5 Prozent. Darüber hinaus tragen Spenden, Subventionen und Zinsen zur Finanzierung der IKSO bei.